# Sven Olsson
Sven Arthur Olsson (Göteborg, 3 oktober 1889 – aldaar, 19 mei 1919) was een Zweeds voetballer, die speelde als verdediger voor de Zweedse club Örgryte IS. Hij overleed op 29-jarige leeftijd.

## Interlandcarrière
Olsson, bijgenaamd Bleddy, speelde in totaal zeven interlands voor de Zweedse nationale ploeg, waarmee hij in 1908 deelnam aan de Olympische Spelen in Londen. Daar gingen de Scandinaviërs met 12-2 over de knie bij de latere winnaar Groot-Brittannië, waarna in de troostfinale met 2-0 werd verloren van Nederland door treffers van Jops Reeman en Edu Snethlage.